# جون ألدن (بحار)
جون ألدن (بالإنجليزية: John Alden)‏ هو بحار أمريكي، ولد في عقد 1620 في مستعمرة بليموث، وتوفي في 14 مارس 1702 في خليج ماساشوستس في مملكة بريطانيا العظمى بسبب مرض.